# Draperija
Draperija je nagubana, nabrana zavesa ali pa prevleka. V umetnosti draperija pomeni upodobitev oblačil, zlasti gub, na figurah.
Lahko je stilno opredeljena, blago zanjo pa je lahko od navadnega do dragega težkega brokata.